# Anaxagorea crassipetala
Anaxagorea crassipetala Hemsl. – gatunek rośliny z rodziny flaszowcowatych (Annonaceae Juss.). Występuje naturalnie w Hondurasie, Nikaragui, Kostaryce, Panamie, Kolumbii, Ekwadorze, Peru oraz Boliwii. 

## Morfologia
PokrójZimozielone drzewo lub krzew dorastające do 2–7 m wysokości. Gałęzie są owłosione.
LiścieMają kształt od podłużnie eliptycznego do podłużnie odwrotnie owalnego. Mierzą 5–30 cm długości oraz 2,5–11,5 szerokości. Są owłosione od spodu. Nasada liścia jest rozwarta. Wierzchołek jest spiczasty.
KwiatySą pojedyncze. Rozwijają się w kątach pędów. Działki kielicha mają trójkątny kształt i dorastają do 7 mm długości. Płatki mają owalnie lancetowaty kształt i osiągają do 18 mm długości, natomiast wewnętrzne są lancetowate i mierzą 13 mm długości. Kwiaty mają około 40 pręcików i 10–20 słupków.
OwoceOwłosione mieszki osiągające 2–3 cm długości.

## Biologia i ekologia
Rośnie w wilgotnych lasach wiecznie zielonych. Występuje na wysokości do 500 m n.p.m. Kwitnie i owocuje przez cały rok.